# Tolmerus impiger
Tolmerus impiger là một loài ruồi trong họ Asilidae. Tolmerus impiger được Becker miêu tả năm 1923. Loài này phân bố ở vùng Cổ Bắc giới.